# Gerhard Wegner (Ökonom)
Gerhard Wegner (* 18. September 1956 in  Peine) ist ein deutscher Ökonom und Hochschullehrer.

## Werdegang
Gerhard Wegner absolvierte an der Universität Göttingen ein Studium der Volkswirtschaftslehre, Sozialwissenschaften und Philosophie, das er 1982 mit einem Diplom in Volkswirtschaftslehre abschloss. Anschließend wechselte er als Wissenschaftlicher Mitarbeiter an die Universität Mannheim, an der er 1989 unter Manfred E. Streit zum Ph.D. promoviert wurde. Als Wissenschaftlicher Assistent und Privatdozent war Wegner an der deutschen Privatuniversität Witten/Herdecke bis 1997 tätig. Dort habilitierte er sich auch 1995. 1996 war er als Gastdozent an der Universität New York tätig.
Wegner folgte 1998 einen Ruf auf die Professur für Wirtschaftspolitik an die Ruhr-Universität Bochum. Nach zwei Jahren in Bochum folgte Wegner 2000 dem Ruf an die neugegründete Universität Erfurt. Dort nahm er an der Staatswissenschaftlichen Fakultät den Lehrstuhl für Institutionenökonomie und Wirtschaftspolitik an. Im September 2022 trat er in den Ruhestand.
Wegner ist unter anderem Mitarbeiter am Hamburgischen Weltwirtschaftsinstitut und wurde 2010 an das Promotionskolleg Soziale Marktwirtschaft der Konrad-Adenauer-Stiftung berufen. Zudem ist er Vorsitzender des Wilhelm-Röpke-Instituts sowie Mitglied des Vereins für Socialpolitik. Im Verein ist er Mitglied des Ausschusses „Evolutorische Ökonomik“ und des Ausschusses „Geschichte der Wirtschaftswissenschaften“. Im Juni 2019 wurde er zum Vorsitzenden des Ausschusses für evolutorische Ökonomik gewählt. Er bekleidete dieses Amt von 2020 bis 2022. Im Jahr 2015 gehörte er zu der Gruppe von Mitgliedern, darunter auch zwei Mitglieder des Vorstandes, die Friedrich A. von Hayek-Gesellschaft aufgrund inhaltlicher Differenzen öffentlichkeitswirksam verließen.
Im Mai 2018 unterzeichnete er den Aufruf Der Euro darf nicht in die Haftungsunion führen!, der von den Ökonomen Dirk Meyer, Thomas Mayer, Gunther Schnabl und Roland Vaubel initiiert wurde. Seit 2021 ist er Mitglied im Netzwerk Wissenschaftsfreiheit.

## Forschungsschwerpunkte
Wegner beschäftigt sich mit der Theorie der Wirtschaftspolitik, Ordnungstheorie und -politik. Schwerpunkte sind unter anderem Politischer und Ökonomischer Liberalismus, Neue Institutionenökonomik, aber auch Systemwettbewerb in der Europäischen Union und Evolutorische Ökonomik. Außerdem beschäftigt sich Wegner mit Umweltpolitik und Innovationspolitik.

## Publikationen (Auswahl)
- Die Gefahr einer politisierten Wirtschaft. Gastbeitrag, FAZ vom 2. September 2017 (online).
- Ökonomischer Liberalismus als politische Theorie. Befund, Kritik, Rekonstruktion (= Untersuchungen zur Ordnungstheorie und Ordnungspolitik. Bd. 62). Mohr Siebeck, Tübingen 2012, ISBN 978-3-16-151034-2.
- Political Failure by Agreement. Learning Liberalism and the Welfare State (= New Thinking in Political Economy.). Elgar, Cheltenham 2008, ISBN 978-1-8472-0734-0.
- mit Arno Scherzberg, Tilmann Betsch, Helge Peukert, Alexander Thumfart, Peter Walgenbach: Klugheit. Begriff – Konzepte – Anwendungen, Reihe Neue Staatswissenschaften, Band 8, Verlag Mohr-Siebeck, Tübingen 2008
- mit Arno Waschkuhn: Reflexiver Liberalismus als politische Option. Eine institutionenökonomische und eine politikwissenschaftliche Perspektive (= Erfurter Beiträge zu den Staatswissenschaften. Bd. 7). de Gruyter Recht, Berlin 2007, ISBN 978-3-89949-475-4.
- mit Arno Scherzberg, Hermann-Josef Blanke, Gerhard Wegner, Jürgen Backhaus, Hans-Friedrich Müller, Helge Peukert: Dimensionen des Wettbewerbs – Europäische Integration zwischen Eigendynamik und politischer Gestaltung, Reihe Neue Staatswissenschaften, Band 4, Verlag Mohr-Siebeck, Tübingen 2006
- Nationalstaatliche Institutionen im Wettbewerb. Wie funktionsfähig ist der Systemwettbewerb? (= Erfurter Beiträge zu den Staatswissenschaften. Bd. 2). de Gruyter, Berlin 2004, ISBN 3-89949-146-7 (In portugiesischer Sprache: Instituições Nacionais em Concorrência. Sergio Antonio Fabris Editor, Porto Alegre (Brasil) 2007, ISBN 978-85-7525-415-8).
- Wirtschaftspolitik zwischen Selbst- und Fremdsteuerung. Ein neuer Ansatz (= Contributiones Jenenses. Bd. 3). Nomos-Verlags-Gesellschaft, Baden-Baden 1996, ISBN 3-7890-4113-0 (Zugleich: Witten, Herdecke, Universität, Habilitations-Schrift, 1995).
- Marktkonforme Umweltpolitik zwischen Dezisionismus und Selbststeuerung (= Walter-Eucken-Institut. Vorträge und Aufsätze. Bd. 143). Mohr, Tübingen 1994, ISBN 3-16-146263-7.
- Wohlfahrtsaspekte evolutorischen Marktgeschehens. Neoklassisches Fortschrittsverständnis und Innovationspolitik aus ordnungstheoretischer Sicht (= Die Einheit der Gesellschaftswissenschaften. 1991, ISBN 3-16-145731-5) (Zugleich: Mannheim, Universität, Dissertation, 1989).

Unter anderem ist er Herausgeber der Reihe Wirtschaft und Politik mit Guido Mehlkop und André Brodocz im Springer Verlag.